# Arroyo Alto
Arroyo Alto és una concentració de població designada pel cens dels Estats Units a l'estat de Texas. Segons el cens del 2000 tenia 320 habitants.

## Demografia
Segons el cens del 2000, Arroyo Alto tenia 320 habitants, 72 habitatges, i 67 famílies. La densitat de població era de 2.059,2 habitants per km².
Dels 72 habitatges en un 51,4% hi vivien nens de menys de 18 anys, en un 77,8% hi vivien parelles casades, en un 9,7% dones solteres, i en un 6,9% no eren unitats familiars. En el 5,6% dels habitatges hi vivien persones soles l'1,4% de les quals corresponia a persones de 65 anys o més que vivien soles. El nombre mitjà de persones vivint en cada habitatge era de 4,44 i el nombre mitjà de persones que vivien en cada família era de 4,67.
Per edats la població es repartia de la següent manera: un 34,4% tenia menys de 18 anys, un 15% entre 18 i 24, un 20,9% entre 25 i 44, un 22,8% de 45 a 60 i un 6,9% 65 anys o més.
L'edat mediana era de 25 anys. Per cada 100 dones de 18 o més anys hi havia 98,1 homes.
Entorn del 31% de les famílies i el 56,1% de la població estaven per davall del llindar de pobresa.

## Poblacions més properes
El següent diagrama mostra les poblacions més properes.